# Ray Browning
Pour les articles homonymes, voir Browning.
Ray Browning est un triathlète professionnel américain pionnier du triathlon longue distance et multiple vainqueur sur distance Ironman.

## Biographie
Diplômé à l'âge de 25 ans en génie mécanique, il poursuivit ses études par un doctorat en biomécanique.

## Palmarès
Le tableau présente les résultats les plus significatifs (podium) obtenus sur le circuit international de triathlon depuis 1987.
| Année | Compétition              | Pays             | Position          | Temps          |
| ----- | ------------------------ | ---------------- | ----------------- | -------------- |
| 1992  | Ironman Australie        | Australie        | Médaille d'argent | Timing         |
| 1992  | Ironman Europe           | Allemagne        | Médaille d'argent | 8 h 10 min 0 s |
| 1990  | Ironman Canada           | Canada           | Médaille d'or     | Timing         |
| 1990  | Ironman Japon            | Japon            | Médaille d'or     | Timing         |
| 1989  | Ironman Nouvelle-Zélande | Nouvelle-Zélande | Médaille d'or     | Timing         |
| 1989  | Ironman Canada           | Canada           | Médaille d'or     | Timing         |
| 1988  | Ironman Nouvelle-Zélande | Nouvelle-Zélande | Médaille d'argent | Timing         |
| 1988  | Ironman Canada           | Canada           | Médaille d'or     | Timing         |
| 1987  | Ironman Nouvelle-Zélande | Nouvelle-Zélande | Médaille d'or     | Timing         |